# Критерій Баєса — Лапласа
Критерій Баєса — Лапласа — один з критеріїв прийняття рішень в умовах невизначеності. Умовами невизначеності вважається ситуація, коли наслідки прийнятих рішень невідомі, і можна лише приблизно їх оцінити. За цим критерієм множина оптимальних альтернатив знаходиться так: критерій передбачає існування імовірнісних мір {\displaystyle p(x,s)} на {\displaystyle X} {\displaystyle \times } {\displaystyle S} ,де {\displaystyle u(x,\;s)} — імовірнісна міра на декартовому добутку {\displaystyle X\times S}, де {\displaystyle X} — множина альтернатив, {\displaystyle S} — множина станів, які до того ж є стабільними протягом тривалого періоду часу.
Для того, щоб це було це було так ЗПР повинна бути добре дослідженна статистично(на основі тривалих або частих спостережень).
Отже спочатку обчислюється:
{\displaystyle E(x)=\int _{xcs}u(x,s)p(x,s)ds,x\in X}
де {\displaystyle u(x,s)}  — функція рішень, визначена на {\displaystyle X\times S}, де {\displaystyle X} — множина альтернатив, {\displaystyle S} — множина станів, а {\displaystyle p(x,s)}  — ймовірнісна міра ситуації {\displaystyle {\mathcal {f}}x,s{\mathcal {g}}}
Для скінченно вимірного випадку набуває:
{\displaystyle E(X_{k})=\sum _{j=1}^{N}u_{kj}p_{kj},k={\overline {1,N}}}
, де {\displaystyle p_{kj}} імовірність ситуації {{\displaystyle {x_{k},s_{j}}}}
, де {\displaystyle u_{kj}} матриця рішень
Далі вже множина оптимальних альтернатив визначається так:
{\displaystyle X_{BL}=arg\max _{xcX}E(x)}
{\displaystyle X_{BL}=arg\max _{k={\overline {1,N}}}E(x_{k})}